# Tom Lowe
Tom Lowe (* 29. April 1978 in Worcestershire) ist ein ehemaliger britischer Duathlet und Triathlet.

## Werdegang
2006 wurde Tom Lowe Nationaler Duathlon-Meister.
Im Juni 2007 wurde er in Edinburgh Dritter bei der Duathlon-Europameisterschaft (10 km Laufen, 40 km Radfahren und 5 km Laufen)
Seit 2010 startete er auch im Triathlon. Sein Spitzname ist The Lung (Die Lunge).
Im Januar 2015 erklärte er seine Zeit als Triathlon-Profi für beendet.

### Privates
Tom Lowe ist seit Mai 2015 mit der ehemaligen Triathletin Chrissie Wellington (* 1977) verheiratet.
Er lebt mit seiner Frau in Bristol.

## Sportliche Erfolge
| Datum/Jahr    | Rang | Wettbewerb               | Austragungsort       | Zeit     | Bemerkung                                                                                               |
| ------------- | ---- | ------------------------ | -------------------- | -------- | --- |
| 9. Sep. 2012  | 1    | Ironman 70.3 Muskoka     | Huntsville           | 04:08:54 | |
| 22. Apr. 2012 | 3    | Ironman 70.3 New Orleans | New Orleans          | 03:24:05 | Witterungsbedingt musste das Rennen auf verkürztem Kurs – ohne die Schwimmdistanz – ausgetragen werden. |
| 14. Aug. 2011 | 1    | Steelhead Ironman 70.3   | Benton Harbor        | 03:19:32 | Sieg in Michigan                                                                                        |
| 19. Sep. 2010 | 2    | Ironman 70.3 Branson     | Branson              | 04:05:38 | |
| 8. Aug. 2010  | 9    | Ironman 70.3 Boulder     | Boulder              | 03:46:50 | |
| 13. Juni 2010 | 7    | Eagleman Ironman 70.3    | Cambridge (Maryland) |          | |

| Datum/Jahr    | Rang | Wettbewerb                  | Austragungsort   | Zeit     | Bemerkung |
| ------------- | ---- | --------------------------- | ---------------- | -------- | --- |
| 1. Nov. 2014  | 2    | Ironman Florida             | Panama City      | 07:17:53 | Das Rennen wurde ohne die Schwimmdistanz ausgetragen.                                                                                               |
| 16. Aug. 2014 | 3    | Ironman Sweden              | Kalmar           | 08:19:23 | |
| 1. März 2014  | 5    | Ironman New Zealand         | Taupō            | 08:31:56 | |
| 6. Okt. 2013  | 2    | Challenge Barcelona-Maresme | Barcelona        | 08:07:50 | zweiter Start bei einem Challenge-Rennen |
| 8. Sep. 2013  | 1    | Challenge Henley-on-Thames  | Henley-on-Thames | 08:30:19 | |
| 1. Juli 2012  | 6    | Ironman Austria             | Klagenfurt       | 08:31:15 | |
| 8. Okt. 2011  | 11   | Ironman Hawaii              | Hawaii           | 08:29:02 | |
| 21. Nov. 2010 | 3    | Ironman Arizona             | Tempe            | 08:11:44 | Tom Lowe erzielte bei seinem ersten Start über die Langdistanz den dritten Rang – und verbesserte damit die britische Bestzeit auf der Langdistanz. |

| Datum/Jahr    | Rang | Wettbewerb                               | Austragungsort         | Zeit     | Bemerkung                                                                                    |
| ------------- | ---- | ---------------------------------------- | ---------------------- | -------- | -------------------------------------------------------------------------------------------- |
| 16. Juni 2007 | 3    | ETU Duathlon European Championships      | Edinburgh              | 01:56:58 | Dritter bei der Duathlon-Europameisterschaft (10 km Laufen, 40 km Radfahren und 5 km Laufen) |
| 20. Mai 2007  | 13   | ITU Duathlon World Championships         | Győr                   | 01:42:17 | hinter dem Sieger Paul Amey                                                                  |
| 29. Juli 2006 | 7    | ITU Duathlon World Championships         | Corner Brook           | 01:51:53 |                                                                                              |
| 2006          | 1    | UK National Elite Duathlon Championships | Vereinigtes Konigreich |          |                                                                                              |
| 26. Sep. 2005 | 22   | ITU Duathlon World Championships         | Newcastle              | 02:03:14 |                                                                                              |

(DNF – Did Not Finish)